# Lista de episódios de Sam & Cat

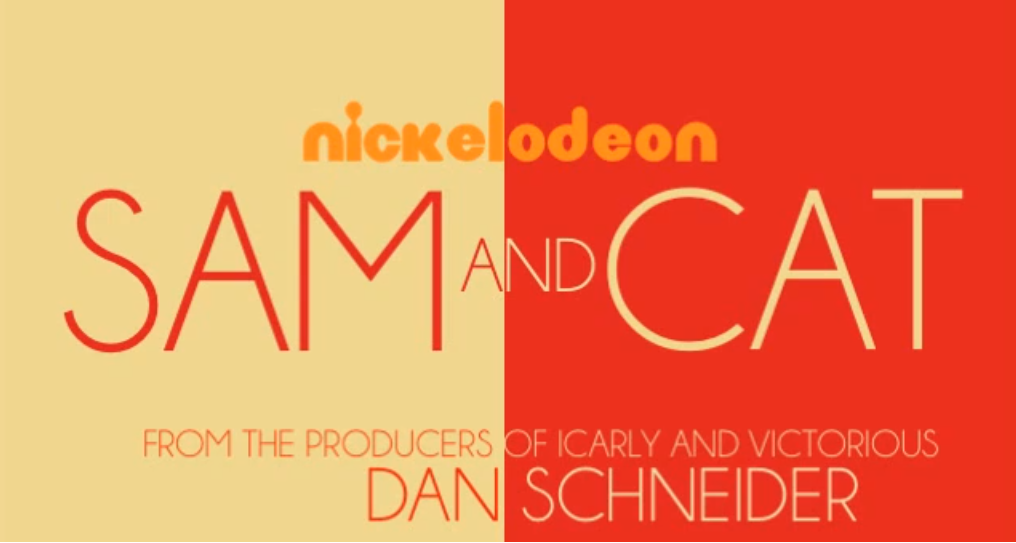
Logo de Sam & Cat

Segue abaixo a lista de episódios da série de televisão americana, Sam & Cat. A série foi um spin-off de iCarly e Brilhante Victória criada por Dan Schneider estreou em 8 de junho de 2013 pela rede de televisão Nickelodeon, e retrata a vida de Sam Puckett (Jennette McCurdy) e Cat Valentine (Ariana Grande) que passam a morar juntas e trabalham como babás, vivendo muitas aventuras. Seu último episódio, "#GettinWiggy", foi exibido em 17 de julho de 2014.

## Resumo
| Temporada | Temporada | Episódios | Exibição original    | Exibição original   | Exibição no Brasil    | Exibição no Brasil     | Exibição em Portugal  | Exibição em Portugal | Lançamento do DVD              |
| Temporada | Temporada | Episódios | Estreia de temporada | Final de temporada  | Estreia de temporada  | Final de temporada     | Estreia de temporada  | Final de temporada   | Lançamento do DVD              |
| --------- | --------- | --------- | -------------------- | ------------------- | --------------------- | ---------------------- | --------------------- | -------------------- | ------------------------------ |
|           | 1         | 36        | 8 de junho de 2013   | 17 de julho de 2014 | 19 de outubro de 2013 | 20 de novembro de 2014 | 4 de novembro de 2013 | 3 de abril de 2015   | 23 de março de 2014 (Volume 1) |

## Episódios
- Jennette McCurdy, Ariana Grande e Cameron Ocasio estão presente em todos os episódios
- Maree Cheatham e Zoran Korach estão presentes em 18 episódios.

| # | Título                                                                            | Dirigido por   | Escrito por                                                        | Exibição original                                                    | Código de produção | Audiência (em milhões) |
| --- | --------------------------------------------------------------------------------- | -------------- | ------------------------------------------------------------------ | -------------------------------------------------------------------- | ------------------ | ---------------------- |
| 1 | "Piloto" Pilot"                                                                   | Steve Hoefer   | Dan Schneider                                                      | 8 de junho de 2013 19 de outubro de 2013 4 de novembro de 2013       | 101                | 4.2                    |
| Após gravar pela última vez com Carly e Freedie o iCarly, Sam Puckett viaja até Los Angeles em busca de novas aventuras e diversão na sua nova moto que ganhou de Spencer no episódio iGoodbye de iCarly. E sua primeira aventura acaba salvando uma garota ruiva, chamada Cat Valentine, de ser despejada nocaminhão de lixo da cidade. Depois disso, Sam acaba aceitando passar a noite na casa de Cat. Por um erro (ou pelo destino), as duas acabam se tornando babás de duas crianças; e no final a mãe das crianças paga por algo que elas fizeram por um erro, fazendo com que Sam e Cat se tornem babás das crianças do bairro, e Sam começa a morar com Cat. Participando: Maree Cheatham como Nona. Notas: - Esse episódio foi gravado em Agosto de 2012 junto com o piloto da série Gibby. Mais apenas Sam & Cat foi pega como uma série. |                                                                                   |                |                                                                    |                                                                      |                    |                        |
| 2 | "Programa Favorito" #FavoriteShow"                                                | Steve Hoefer   | Dan Schneider                                                      | 15 de junho de 2013 26 de outubro de 2013 5 de novembro de 2013      | 102                | 2.7                    |
| Cat descobre que seu programa favorito, Que Porcaria, foi cancelado e não terá um episódio final. Pensando em alegrar a nova colega de quarto, Sam arma um plano com Dice para tentar reverter o cancelamento da série - ou ao menos trazer algumas "lembranças" para Cat não esquecer disso tudo. Enquanto isso, as duas ficam de babás de um garoto que não para de fazer perguntas e de um menino que ama abraçar todo mundo. Participando: Maree Cheatham como Nona. Notas: - Esse episódio foi gravado entre Janeiro e Fevereiro de 2013 - Os cenários do Apartamento de Sam e Cat e a Eldery Acress tiverão algumas modificações devido o piloto ter sido gravado 4 meses antes. - Nesse Episódio o Apartamento de Sam e Cat é modificado pela segunda vez, com um ar mais jovem. |                                                                                   |                |                                                                    |                                                                      |                    |                        |
| 3 | "As Pirralhas Britânicas" #TheBritBrats"                                          | Adam Weissman  | Dan Schneider Jake Farrow                                          | 22 de junho de 2013 2 de novembro de 2013 6 de novembro de 2013      | 104                | 3.1                    |
| Cat se torna babá de duas garotas britânicas que estão de férias nos EUA, mas as duas garotas, Gwen e Ruby, são umas verdadeiras pirralhas enganadoras: elas vendem pedras para Dice por $500,00 dólares dizendo que são PeraPhones 6; Gwen e Ruby também enganam Cat, vendendo cotonetes em vez de bibbles. Enquanto isso, Sam organiza com Nona um jogo de bingo no asilo dos idosos; mas ao descobrir que as pirralhas britânicas enganaram Cat e Dice, ela resolve se vingar das meninas por meio do bingo. Estrelas convidadas: Sophia Grace & Rosie como Gwen e Ruby. Participando: Maree Cheatham como Nona. |                                                                                   |                |                                                                    |                                                                      |                    |                        |
| 4 | "Novo Bode" #NewGoat"                                                             | Steve Hoefer   | Dan Schneider Warren Bell                                          | 29 de junho de 2013 9 de novembro de 2013 7 de novembro de 2013      | 103                | 2.9                    |
| Sam e Cat se tornam babás de um bode pigmeu que Dice comprou, mas descobrem que animais não são permitidos no lugar onde moram, segundo um garoto chamado Dilben. Logo elas descobrem que o menino não é filho do dono do prédio. Enquanto isso, Dice se torna empresário de um lutador que tem um grande potencial, se não fosse a sua idiotice extrema. Participando: Maree Cheatham como Nona e Zoran Korach como Goomer. |                                                                                   |                |                                                                    |                                                                      |                    |                        |
| 5 | "Competição de Digitação" #TextingCompetition"                                    | Russ Reinsel   | Dan Schneider Christopher J. Nowak                                 | 13 de julho de 2013 16 de novembro de 2013 14 de novembro de 2013    | 108                | 3.3                    |
| Quando Sam e Cat ficam de babás de um garoto chamado Butler, que é um prodígio das competições de digitação veloz, Sam se revela uma ótima texter. Assim, Cat a inclui na competição, que está por vir. Porém a mãe de Butler, querendo que o filho vença a competição, cola a mão de Sam ao pé de Cat minutos antes da prova final; mas Sam ainda sai vencedora, pois digitou apenas com uma mão; e Butler se vingou das pressões da mãe, deixando seu celular cair bem no final da competição. Enquanto isso, Dice reencontra um velho amigo, BJ, que tem uma estranha mania de comer ovos sem parar; e para fazer o garoto parar com isso, Dice inventa que ovos dão espinhas no bumbum - e o plano dá certo. |                                                                                   |                |                                                                    |                                                                      |                    |                        |
| 6 | "A Guerra das Babás" #BabysitterWar"                                              | Steve Hoefer   | Dan Schneider Christopher J. Nowak                                 | 20 de julho de 2013 23 de novembro de 2013 8 de novembro de 2013     | 105                | 3.3                    |
| Depois de Sam e Cat ficarem de babás de Benny, o garoto diz "Você é a melhor babá de todas!", mas não especifica quem. A partir daí, Cat inicia uma guerra com Sam, para ver quem é a melhor babá - e a vencedora ganha o quarto principal da casa. As duas cuidam de três crianças (Daisy, Jarvis e Sophie), e tentam mostrar serem as melhores babás do mundo em virtude da aposta. Ao final, Sam e Cat perguntam aos três quem é a melhor babá, mas eles não conseguem se decidir. Então, as duas fazem as pazes e dividem o quarto. |                                                                                   |                |                                                                    |                                                                      |                    |                        |
| 7 | "Goomer Sentado" #GoomerSitting"                                                  | Adam Weissman  | Dan Schneider Warren Bell                                          | 27 de julho de 2013 30 de novembro de 2013 12 de novembro de 2013    | 106                | 2.7                    |
| Sam e Cat decidem tirar uma folga de três dias, mas depois de Dice implorar, elas tomam conta de Goomer enquanto o garoto vai para Phoenix,Arizona, numa convenção de penteados. Um dia antes de Goomer lutar no octógono contra John Zakappa, Cat o deixa cego por conta de um remédio que ela colocou acidentalmente nos olhos dele. Durante a luta, Goomer não consegue dar golpes certeiros, mas vence a luta depois que o oponente tira sarro do cabelo "estiloso" de Dice. Participando: Zoran Korach como Goomer. |                                                                                   |                |                                                                    |                                                                      |                    |                        |
| 8 | "Bebês Alpinistas" #ToddlerClimbing"                                              | Adam Weissman  | Dan Schneider Jake Farrow                                          | 3 de agosto de 2013 7 de dezembro de 2013 13 de novembro de 2013     | 107                | 2.9b                   |
| Quando a sra. Dooley cancela o serviço de Sam e Cat com seu filho, as duas descobrem que têm recebido comentários negativos na internet. Sam descobre que todos os comentários foram escritos pela mesma pessoa - um dono de um serviço de babás concorrente. Sam invade a casa dos concorrentes e ameaça com sua meia de manteiga, mas devido ao código de babás, ela não a usa. Por meio de Dice, Sam e Cat descobrem que os babás escondem uma competição clandestina onde os bebês escalam as paredes do porão da casa deles. Dice e Cat filmam toda a coisa, e depois Sam ameaça colocar o vídeo na internet se eles não excluírem os comentários péssimos sobre o trabalho das meninas - e os rivais acabam cedendo. Participando: Maree Cheatham como Nona. |                                                                                   |                |                                                                    |                                                                      |                    |                        |
| 9 | "Mamãe Goomer" #MommaGoomer"                                                      | Dan Frischman  | Dan Schneider Christopher J. Nowak                                 | 10 de agosto de 2013 18 de janeiro de 2014 20 de novembro de 2013    | 111                | 2.5                    |
| A mãe de Goomer vem visitar o filho na cidade. O problema é que ele nunca revelou a ela que é um lutador com potencial, e mentiu para a mesma dizendo que era um bom professor de história. Sam, Cat e Dice acabam contribuindo para essa mentira, e criam uma classe falsa na Hollywood Arts; porém o plano fracassa e a mãe de Goomer o obriga a voltar com ela para Louisiana. Mas no final, quando três bandidos tentam roubar a bolsa dela, Goomer a defende e bota os ladrões pra correr, fazendo a Sra. Merr deixar o filho na cidade sob os cuidados de Dice e das meninas. Estrela convidada: Eric Lange como Erwin Sikowitz (de Brilhante Victória). Participando: Zoran Korach como Goomer. |                                                                                   |                |                                                                    |                                                                      |                    |                        |
| 10 | "Comercial de Babás" #BabysittingCommercial"                                      | Steve Hoefer   | Dan Schneider Warren Bell                                          | 14 de setembro de 2013 1 de fevereiro de 2014 21 de novembro de 2013 | 112                | 2.3                    |
| Depois de Sam e Cat estrelarem um comercial para promover seus serviços de babás com um cachorrinho chamado Opee, uma família rica vai até a casa de Cat e diz que o cãozinho é deles, que o perderam há seis meses. A filha da família alega que usa o cachorro para suas competições de talentos caninos, e que vai voltar no dia seguinte com uma petição judicial. Sam e Cat, então, encontram no abrigo de cães um animal muito parecido com Opee, mas que tem um comportamento agressivo. Depois de dar o falso cão para a família, a menina usa-o na competição de dança de cães em Winchester, no Wisconsin, mas o cachorro se irrita e ataca a menina. Participando: Maree Cheatham como Nona, Sarah Freeman como Lexa, Tom Hanks como Sr. Phillips e Laurie Metcalf como Sra. Phillips |                                                                                   |                |                                                                    |                                                                      |                    |                        |
| 11 | "A Vingaça da Pirralhas Britânicas" #RevengeofTheBritBrats"                       | Adam Weissman  | Dan Schneider Warren Bell                                          | 21 de setembro de 2013 14 de dezembro de 2013 15 de novembro de 2013 | 109                | 2.3                    |
| Gwen e Ruby retornam para outras férias nos EUA, e parecem querer se desculpar com Cat e Sam, dando uma caixa cheia de bibbles de verdade para Cat e um capacete britânico para Sam. Porém tudo isso faz parte de um plano das pirralhas britânicas para fazer as babás se odiarem. Em suas novas armadilhas, as meninas pintam a moto de Sam com cor rosa e usam a mesma cor na mão de Cat - enquanto ela dorme - para que Sam pense que Cat pintou sua moto por vingança contra os bibbles que Cat acha que Sam comeu. Por incrível que pareça, Goomer abre os olhos de Sam e sugere que Ruby e Gwen estejam se vingando; assim como Nona sugere o mesmo para Cat. Sam e Cat, então, armam uma vingança hilária para que Gwen e Ruby comecem a se odiar. Estrelas convidadas: Sophia Grace & Rosie como Gwen e Ruby. Participando: Maree Cheatham como Nona e Zoran Korach como Goomer. |                                                                                   |                |                                                                    |                                                                      |                    |                        |
| 12 | "O Mistério da Motocicleta" #MotorcycleMystery"                                   | Steve Hoefer   | Dan Schneider & Jake Farrow                                        | 28 de setembro de 2013 11 de janeiro de 2014 19 de novembro de 2013  | 110                | 2.5                    |
| Sam e Dice levam Goomer para uma luta livre, e deixam Cat em casa para estudar para um difícil teste da escola. Em meio à tudo isso, a moto de Sam desaparece; e Cat perde sua memória recente. No final, descobre-se que Cat tomou remédio que não devia e cometeu as seguintes infrações: foi até o asilo de Nona, pintou seu cabelo de azul, pediu para um idoso dirigir a moto de Sam até o restaurante Bos, encontrou o lutador John Zakappa (que apareceu em Goomer Sentado), se algemou a um homem anão e acabou deixando Zakappa fugir com sua moto. Mais tarde, Sam golpeia John Zakappa, recupera sua moto e retira as algemas de Cat. Participando: Maree Cheatham como Nona e Zoran Korach como Goomer. |                                                                                   |                |                                                                    |                                                                      |                    |                        |
| 13 | "Cofre Secreto" #SecretSafe"                                                      | Adam Weissman  | Dan Schneider & Jake Farrow                                        | 5 de outubro de 2013 8 de fevereiro de 2014 27 de novembro de 2013   | 113                | 1.9                    |
| Sam descobre um cofre secreto em seu quarto; ela abre e vê que este a levará a uma sala secreta. Enquanto isso, Cat filma a si mesma por 24 horas, para que futuramente ela possa ver como era quando mais jovem; e Dice resolve ficar uma noite com as meninas, porém elas não permitem que ele vá jogar pôquer com os garotos da faculdade. As duas entram no túnel dentro do cofre e Dice acaba prendendo elas dentro dali e foge para o jogo de pôquer. Até que Goomer chega e consegue resgatá-las, com muita dificuldade. Sam e Cat descobrem onde Dice foi, e descobrem que ele faz apresentações de dança para crianças - com o objetivo de dar um notebook novo para sua mãe. No final, as babás se vingam dele, e o prendem dentro do cofre. Participando: Zoran Korach como Goomer. |                                                                                   |                |                                                                    |                                                                      |                    |                        |
| 14 | "Frágil Oscar" #OscarTheOuch"                                                     | Russ Reinsel   | Dan Schneider & Dave Malkoff                                       | 12 de outubro de 2013 15 de fevereiro de 2014 4 de fevereiro de 2014 | 115                | 2.1                    |
| Sam e Cat se tornam babás de um garoto chamado Oscar, que é muito propenso a acidentes. Por isso, Sam tenta evitar que qualquer perigo resulte em acidentes para Oscar. Cat sente que Oscar não está se divertindo, então tenta fazer com que o dia do garoto seja divertido e seguro ao mesmo tempo. Enquanto isso, Goomer acha que Dice está treinando um outro lutador, mas perdoa o amigo quando este lhe presenteia com um relógio novinho. Participando: Maree Cheatham como Nona e Zoran Korach como Goomer. |                                                                                   |                |                                                                    |                                                                      |                    |                        |
| 15 | "Boneca Sinistra" #DollSitting"                                                   | Steve Hoefer   | Dan Schneider Cristopher J. Nowak                                  | 19 de outubro de 2013 22 de fevereiro de 2014 3 de fevereiro de 2014 | 114                | 2.6                    |
| Sam e Cat se tornam babás de uma boneca em plena época de Halloween, e coisas estranhas acontecem depois disso: a abóbora que Cat ia entalhar apareceu pronta misteriosamente; e Cat pensa ter transformado Dice em um macaco depois de uma "mágica" que ela tentou fazer; e quando elas vão a um show de um famoso cantor, este as expulsa do show pois reconhece a tal boneca de 'outros carnavais'. No final, a boneca ganha vida e diz ter gostado de ter Sam e Cat como babás; e Dice explica que teve que sair com sua tia Ferjeen, e deixou seu celular com o macaquinho de estimação dela. |                                                                                   |                |                                                                    |                                                                      |                    |                        |
| 16 | "Assistente Especial" #PeezyB"                                                    | Paul Allen     | Dan Schneider Jake Farrow                                          | 2 de novembro de 2013 22 de março de 2014 5 de fevereiro de 2014     | 119                | 3.0                    |
| Um rapper famoso chamado Peezy B é mal com Cat. Quando Sam vai confrontá-lo, Peezy B percebe que ela tem uma "atitude ousada", e a contrata para ser sua nova assistente. No entanto, Cat enfrenta dificuldades em ser babá sem Sam, e logo se irrita como todo mundo se concentra em Peezy B, ignorando-a. Cat então contrata uma nova babá para tomar o lugar de Sam, chamada Mindy. No final, Sam deixa de ser assistente de Peezy B e Peezy B a substitui com Mindy. Estrela convidada: Kel Mitchell como Peezy B. Participando: Zoran Korach como Goomer. |                                                                                   |                |                                                                    |                                                                      |                    |                        |
| 17 | "O Impasse" #SalmonCat"                                                           | Russ Reinsel   | Dan Schneider Christopher J. Nowak                                 | 9 de novembro de 2013 8 de março de 2014 6 de fevereiro de 2014      | 117                | 2.4                    |
| Sam e Cat são obrigadas a renomear seu negócio de babás pois o nome é muito semelhante à Salmon Cat, um popular programa de TV infantil dos anos 70. Sam e Cat devem localizar as duas criadoras originais da série e ter o processo de violação dos direitos autorais revogado. No entanto, Sam e Cat logo percebem as duas criadoras de Salmon Cat se recusam a falar uma com a outra desde de uma briga por um prêmio há muito tempo. Sam e Cat então, elaboraram um plano para que as duas se encontrem, mas as coisas dão errado quando elas lutam, e acabam se ferindo. Estrelas convidadas: Penny Marshall como Sylvia Burke e Cindy Williams como Janice Dobbins, as criadoras originais de "Salmão Cat". Participando: Maree Cheatham como Nona. |                                                                                   |                |                                                                    |                                                                      |                    |                        |
| 18 | "Gêmea Malvada" #Twinfection"                                                     | Steve Hoefer   | Dan Schneider Jake Farrow                                          | 16 de novembro de 2013 1 de março de 2014 10 de fevereiro de 2014    | 116                | 2.4                    |
| Quando Cat não consegue pregar um truque de mágica em Sam, Sam chega à conclusão de que Cat não é tão inteligente quanto ela. Cat então, desempenha um truque em Sam com um par de gêmeos que Cat se ofereceu para cuidar. Sam, então, se vinga, criando uma história falsa sobre ela pegar uma doença chamada "geminite". Ela inventa um plano com sua irmã gêmea, Melanie, para sair de seu internato em Vermont e ir visitá-la em Los Angeles. Utilizando a premissa da "geminite", as duas pregam uma peça em Cat. { |                                                                                   |                |                                                                    |                                                                      |                    |                        |
| 19 | "O Ursinho" #MyPoober"                                                            | Steve Hoefer   | Dan Schneider & Warren Bell                                        | 23 de novembro de 2013 15 de março de 2014 11 de fevereiro de 2014   | 118                | 2.9                    |
| Sam e Cat cuidam de uma garota chamada Ellie. A mãe de Ellie paga Sam e Cat para se livrar de Pupo, bicho de pelúcia de Ellie. Mas elas logo descobrem que Ellie é obcecada e superprotetora com Pupo, e se recusa a desistir dele. Participando: Zoran Korach como Goomer. |                                                                                   |                |                                                                    |                                                                      |                    |                        |
| 20 | "O Sapato Cor de Rosa" #MadAboutShoe"                                             | Steve Hoefer   | História:Lisa Lillien Teleplay: Dan Schneider Christopher J. Nowak | 30 de Novembro de 2013 29 de março de 2014 28 de Fevereiro de 2015   | 120                | 3.3                    |
| Sam come todas as almôndegas que Cat tinha preparado para um jantar especial da "Lua Pulsante", e está querendo mais. Enquanto as duas estão em seu caminho até a loja para comprar ingredientes para mais almôndegas, Cat se torna obcecada com um sapato-de-rosa que encontra em alguns arbustos e, em seguida, usa. Cat promete Sam que ela vai fazer mais almôndegas depois que encontrar o sapato combinando-de-rosa. Elas finalmente conseguem descobrir, através de um clipe de um reality show chamado Canos Da América e um artigo de jornal, que o sapato que Cat encontrou pertence a Stacey Dillsen (Abby Wilde, reprisando seu papel de Zoey 101). Eles visitam a Stacey hospitalizada, gravemente ferida no acidente de bicicleta que as duas viram no reality show Canos da América, e elas obtem o outro sapato. Elas pegam o seu caminho para fora do hospital, e desfrutam o novo lote de almôndegas para celebrar o evento especial (Lua Pulsante). Participando: Maree Cheatham como Nona e Zoran Korach como Goomer (voz). |                                                                                   |                |                                                                    |                                                                      |                    |                        |
| 21 | "Dinheiro Mágico" #MagicATM"                                                      | Adam Weissman  | Dan Schneider & Christopher J. Nowak                               | 4 de janeiro de 2014 19 de maio de 2014 16 de março de 2015          | 123                | 3.1                    |
| Cat encontra em uma loja um caixa eletrônico que dá dinheiro "de graça" quando ela entra nele com o instrumental de uma música. Então Sam e Cat decidem gastar o dinheiro e comprar várias coisas desnecessárias. Sam fica relutante em voltar no caixa eletrônico por medo de que elas seriam pegas, o que acaba acontecendo quando elas voltam. Policial Kelvin decide prender Cat, então Sam o provoca para não deixar a amiga sozinha nessa. No caminho da delegacia, o Policial Kelvin vê um carro em alta velocidade e que acaba por ser roubado por um criminoso. No entanto, ele dorme pois comeu algumas pílulas para dormir do macaco da tia de Dice. Sam pega o criminoso e bate nele, enquanto Cat conta o que acontece para uma das colegas do policial. Momentos depois, a polícia devolve tudo que Sam e Cat compraram com dinheiro do caixa. O policial líder diz a Sam e Cat que elas serão obrigadas a pagar quatro mil dólares (que é a quantidade de dinheiro que levaram), mas recebem uma recompensa cinco mil dólares pela captura do criminoso, que era procurado em três estados. Elas usam o dinheiro para pagar o caixa eletrônico e ainda ficam com mil dólares sobrando. Estrela convidada: Scott Baio como Policial Kelvin. Notas: - A partir desse episódio a abertura sofre alterações com cenas dos novos episódios. - A partir desse episódio Ariana Grande começa a usar uma peruca para ter os cabelos vermelhos. - Como o episódio "O Novo Feriado" foi o primeiro a ser gravado depois de "O Sapato Cor de Rosa" e nele que Ariana começa a usar peruca, mais Dinheiro Mágico foi exibido primeiro. |                                                                                   |                |                                                                    |                                                                      |                    |                        |
| 22 | "A Nova Palavra" #Lumpatious"                                                     | Russ Reinsel   | Dan Schneider & Jake Farrow                                        | 11 de janeiro de 2014 12 de maio de 2014 17 de março de 2015         | 122                | 3.3                    |
| Sam e Cat fazem uma aposta com Jepsen, irmão de Lucas, criança que elas estão cuidando, que a palavra lumpacioso é verdadeira. Se Sam conseguir provar em uma semana que lumpacioso é de fato uma palavra, Jepsen vai ser obrigado a ficar em algum lugar por uma hora usando um biquíni, e se elas falharem nessa missão, elas terão que beber o suor de Jepsen. Sam vasculha dicionários enquanto Cat pesquisa on-line, mas também não encontra qualquer fonte que confirme a existência da palavra lumpacioso. Dice chega com um enorme dicionário e ainda assim, eles não encontram evidências de que lumpacioso é uma palavra. Dice diz que se elas quiserem colocar lumpacioso no Oxnard Dicionário Completo, elas teriam que ir para Oxnard. Elas tentam colocar a palavra no dicionário mas não conseguem pois não possuem fontes suficientes, e que podem provar com o vídeo do governador de Nova Jersey dizendo a novo palavra. No "Hambúrguer-do-Avesso", Sam e Cat veem o governador Chris Christie em uma van e o gravam falando lumpacioso e então, de volta a para Oxnard, conseguem colocar a palavra no dicionário e Jepsen tem que vestir um biquíni e é espancado por motoqueiros após uma mentira dita a eles por Lucas. Participando: Maree Cheatham como Nona. |                                                                                   |                |                                                                    |                                                                      |                    |                        |
| 23–24 | "O Salto Radical:#Freddie #Jade #Robbie" #TheKillerTunaJump:#Freddie#Jade#Robbie" | Adam Weissman  | Dan Schneider & Warren Bell                                        | 18 de janeiro de 2014 29 de maio de 2014 18 de março de 2015         | 124-125            | 4.8                    |
| Apesar do medo de um choque de personalidade de Cat, Jade West (Elizabeth Gillies) (uma amiga de Cat da Hollywood Arts) e Sam se conhecem e agem como se fossem velhas amigas, deixando Cat de lado. Nona aconselha Cat dizendo que de onde ela vem, se alguém rouba o seu amigo, você rouba um deles. Cat leva isso a sério e pega o celular de Sam e liga para Freddie (Nathan Kress), amigo da cidade natal de Sam e ex-namorado em Seattle. Ela mente para Freddie e o leva correndo para L.A. sob o pretexto de que Sam sofreu um acidente. Quando Freddie chega ao apartamento das meninas, ele se vê no meio de uma briga de companheiras de quarto. A fim de igualar o placar, Sam vira amiga de um querido amigo de Cat, Robbie (Matt Bennett), e o ciúme das meninas fica fora de controle. Enquanto isso, Dice ganhou um tanque cheio de atuns assassinos comedores de homem em um jogo de pôquer e é forçado a mantê-los em um pátio de transporte enquanto ele descobre como pagar para armazená-los. Sam sugere que ele ganhe o dinheiro através da criação de um evento onde um temerário faria um salto traiçoeiro sobre os peixes na frente de uma plateia. Quando o dublê de Dice recusa por medo, Sam se oferece para grande desgosto de Cat. Para colocar um fim a isso, Cat tranca Sam em um armário e tenta saltar sem ninguém saber, colocando tudo em risco. Sam foge e salva Freddie quando ele e Robbie caem no tanque cheio de atuns assassinos. Após o incidente, Sam e Cat vão ao hospital onde fazem as pazes com Freddie e Robbie. Estrelas convidadas: Nathan Kress como Freddie Benson (de iCarly), Elizabeth Gillies como Jade West e Matt Bennett como Robbie Shapiro (ambos de Brilhante Victória). Participando: Maree Cheatham como Nona. Aparição: Mary Scheer como Marissa Benson (de iCarly). |                                                                                   |                |                                                                    |                                                                      |                    |                        |
| 25 | "O Novo Feriado" #YayDay"                                                         | Steve Hoefer   | Dan Schneider & Warren Bell                                        | 20 de janeiro de 2014 5 de maio 2014 19 de março de 2015             | 121                | 2.9                    |
| Cat inventa um feriado que ela chama de "Dia do Oba" para que ela possa comprar e receber presentes de todos. Mas Cat bisbilhota e encontra evidências indicando que Sam comprou-lhe um presente digno de insulto. Já que Sam presumivelmente comprou-lhe um presente ruim, Cat troca um casaco caro que ela iria dar pra Sam por um travesseiro sujo com manchas. Cat apresenta o travesseiro desagradável como presente de Sam. No final, Cat descobre que o mal presente era realmente para Goomer, e que Sam tinha apenas trocado as etiquetas; o que Sam tinha realmente comprado por Cat era algo que Cat aprecia. Chateada com Cat pelo travesseiro, Sam sai de casa, e mais tarde encontra Cat perto de uma calçada, onde ela admite que, por nunca ter recebido bons presentes, ela tinha perdido a fé na ideia de bons presentes desde que ela tinha nove anos. Ela então percebe que Cat bisbilhotou seu presente e fica com raiva dela por isso. No entanto, eles fazem as pazes, com Cat pedindo desculpas pelo mal presente e admitindo que ela é sortuda por ter Sam como amiga, e então Sam concorda com o fato, deixando Cat sem graça. Participando: Maree Cheatham como Nona e Zoran Korach como Goomer. |                                                                                   |                |                                                                    |                                                                      |                    |                        |
| 26 | "O Jogo Irresistível" #BrainCrush"                                                | Dan Frischmann | Dan Schneider & Jake Farrow                                        | 8 de fevereiro de 2014 1 de setembro de 2014 20 de março de 2015     | 126                | 2.7                    |
| Sam e Cat vão ao Bos para uma festa de aniversário e descobrem que todo mundo está jogando um novo jogo chamado "Pega Mente". Mais tarde, elas veem Dice andando como se alguém tivesse feito uma lavagem cerebral com o "Pega Mente", assim como as crianças da festa. Após Cat dizer à Dice que a bateria de seu celular está acabando, ele corre para seu apartamento, e fecha a porta nos dedos de Sam, que estava consertando a porta, e isso causa um enorme curativo nas mãos. Elas descobrem que todos os idosos em Elderly Acres e até um policial está viciado no jogo. Cat estrela uma peça solo chamada "Baberaham Lincoln" (uma peça que retrata o que aconteceria se Abraham Lincoln fosse menina), mas o público jogando, portanto, não prestam atenção na peça de Cat, que deixa o palco aos prantos. A fim de fazer Cat feliz, Sam pede para alguns alunos de artes marciais do dojo ao lado para destruir os dispositivos eletrônicos do público, forçando-os a assistir o fim da peça de Cat. Participando: Maree Cheatham como Nona. |                                                                                   |                |                                                                    |                                                                      |                    |                        |
| 27 | "O Melhor Refrigerante" #BlueDogSoda"                                             | Adam Weissman  | Christopher J. Nowak & Dan Schneider                               | 15 de fevereiro de 2014 2 de setembro de 2014 23 de março de 2015    | 127                | 2.5                    |
| Sam e Cat tentam comprar sua bebida favorita, o Refrigerante Blue Dog, no Prático Rápido e descobrem que ele foi proibido em toda a Califórnia devido ao alto teor de açúcar. O prefeito da Califórnia rude chamado Mark Bonner confisca os refrigerantes da loja de conveniências. Ele também vê um panfleto de recém publicado e descobre que Sam e Cat são babás. Mais tarde, Sam, Cat, Goomer e Dice se envolvem em uma operação secreta do Blue Dog Soda, criando sua própria versão do refrigerante. Cat descobre os ingredientes e as vendas decolam, mas eles ficam extremamente paranoicos e decidem desligá-lo. Antes que eles possam, Mark aparece e eles entram em pânico, achando que ele sabe sobre a produção do refrigerante. Na verdade, ele está lá apenas para que elas possam tomar conta de seu filho Mitch, um menino muito descontraído e gentil, em contraste com o pai. Quando Mark retorna para pegar seu filho, os equipamentos de produção do refrigerante explodem e ele rapidamente descobre o que está acontecendo. Sam, Cat, Goomer e Dice apontam a hipocrisia de banir produtos ou hábitos que só são perigosos em excesso. Mark vê que estava equivocado e sente remorso, confortado por seu filho, que fez vários animais com queijo. Participando: Zoran Korach como Goomer e Mark Bonner como ele mesmo |                                                                                   |                |                                                                    |                                                                      |                    |                        |
| 28 | "Por Trás das Câmeras" #BlooperEpisode"                                           | Adam Weissman  | Dan Schneider & Jake Farrow                                        | 22 de fevereiro de 2014 3 de setembro de 2014 24 de março de 2015    | 128                | 2.7                    |
| Jennette McCurdy, Ariana Grande (neste episódio ela está loira e não ruiva, só nos erros ela apareçe ruiva), Cameron Ocasio, Maree Cheatham e Zoran Korach estão na pausa para o almoço da gravação de Sam & Cat, enquanto o elenco é interrompido por fãs da série. O episódio inclui clipes de erros, de dança, de outtakes, de problemas com o set, de bocejos, clipes emocionantes e também os erros de Drake e Josh. Participando: Maree Cheatham, Zoran Korach, Mikey Reid como eles mesmos, Drake Bell e Josh Peck como Drake Parker e Josh Nichols nos erros de Drake e Josh. Aparição: Jerry Trainor como ele mesmo (das filmagens de "Cofre Secreto"). |                                                                                   |                |                                                                    |                                                                      |                    |                        |
| 29 | "Boneca dos Sonhos" #FresnoGirl"                                                  | Steve Hoefer   | Dan Schneider & Christopher J. Nowak                               | 15 de março de 2014 4 de setembro de 2014 25 de março de 2015        | 129                | 2.7                    |
| Sam usa uma arma de atirar cachorro-quente e Cat está fazendo doces, que são muito grudentos e que fazem Dice perder alguns dentes. Logo, Kim, uma garota que elas estão cuidando e que tem dificuldades em matemática, chega, e então Sam e Cat prometem comprar uma boneca Fresno Girl para uma ela se ela aumentar suas notas em matemática. Quando isso acontece, Sam e Cat acabam tendo que pagar $340,00 dólares em uma loja esnobe que aumenta o preço em "acessórios". Enquanto isso, Goomer coloca cartazes para ajudar a encontrar sua camisa da sorte, que lhe dá sorte para as lutas de MMA. Os cartazes são mal compreendidos e a tropa de Randy acredita que uma viagem ao Havaí é a recompensa para encontrar Goomer. Mais tarde, Sam acidentalmente acerta a boneca de Kim com um cachorro-quente e acaba quebrando, então elas retornar à loja que aumentou o preço mais uma vez. Sam se vinga, dando aos funcionários os docinhos de Cat, em seguida, dizendo aos compradores que todas as mercadorias estão de graça, já que os vendedores não conseguem falar. Finalmente é revelado que Kim mentiu sobre sua prova de matemática e não passou no final das contas, Goomer foi capturado pela tropa de Randy e então Kim concorda em ter um encontro com Randy em troca de Goomer e para absolver o engano sobre a sua pontuação em matemática. Nota-se também que Goomer estava usando sua camisa da sorte do avesso o tempo todo. Participando: Zoran Korach como Goomer. |                                                                                   |                |                                                                    |                                                                      |                    |                        |
| 30 | "A Caixa Mágica" #StuckInABox"                                                    | Dan Frischman  | Dan Schneider & Warren Bell                                        | 22 de março de 2014 20 de outubro de 2014 26 de março de 2015        | 130                | 2.5                    |
| Sam decide que ela e Cat irão para a Montanha Mística, um parque temático que em breve será reaberto. Dice e Goomer aparecem, e Dice apresenta uma caixa mágica que pode fazer as pessoas desaparecem. Cat se voluntaria para o truque, e acaba presa na caixa. Eles tentam abrir a caixa de várias maneiras mas não conseguem. Com o tempo se esgotando até Montanha Mística abrir, Dice concorda em levar Cat para uma loja de mágica local para assistência. O empregado se comporta mal, flerta com Sam e insulta Dice e não consegue tirar Cat da caixa. Sam ataca o funcionário e então depois eles saem da loja, com Cat dentro da caixa. Não tendo tempo de sobra, eles carregam Cat dentro da caixa no carro de Goomer para ir ao parque temático. No final, ocorre um acidente quando Goomer passa por um quebra-mola, e acaba deixando Cat cair de dentro do carro, ainda dentro da caixa. Participando: Zoran Korach como Goomer. |                                                                                   |                |                                                                    |                                                                      |                    |                        |
| 31 | "Os Super Doidos" #SuperPsycho"                                                   | Steve Hoefer   | Dan Schneider & Warren Bell                                        | 29 de março de 2014 23 de outubro de 2014 27 de março de 2015        | 133                | 4.0                    |
| Quando Nora(de iCarly) foge da prisão, ela busca vingança contra a turma do iCarly. Com Carly Shay morando com o seu pai na Itália, ela vira a atenção sobre Sam e consegue seu endereço em Los Angeles com Gibby. Nora espia Sam, Cat, e Dice no Bos e sequestra Dice logo depois. Sam e Cat procuram por Dice, e ficam sabendo a partir de Gibby que Nora escapou. Minutos depois, Nora deixa um bilhete na porta dizendo que é responsável pelo desaparecimento de Dice. Sam e Cat visitam um velho inimigo de Sam, Carly e Freedie: Nevel Papperman, em um instituto mental e Nevel deduz que Nora está escondendo Dice em uma casa abandonada. Cat tenta obter informações de Nora em uma casa abandonada, mas fica presa em no poço onde Nora também jogou Dice. Sam chega bem a tempo de salvá-los, mas Nora a desafia para uma luta, tendo malhado na prisão por dois anos. No entanto, em seu primeiro chute, Sam agarra a perna de Nora e facilmente a empurra no fundo do poço. Sam resgata Cat e Dice, e Nora é levada para uma prisão de segurança máxima. No final, Nevel escapa de seu instituto mental e liga para Sam, e conta que está jantando com um amigo: Gibby. Estrelas convidadas: Noah Munck como Gibby Gibson, Reed Alexander como Nevel Papperman e Danielle Morrow como Nora Dershlit (de iCarly). |                                                                                   |                |                                                                    |                                                                      |                    |                        |
| 32 | "O Drone e o Bebê" #DroneBabyDrone"                                               | Russ Reinsel   | Dan Schneider & Jake Farrow                                        | 12 de abril de 2014 21 de outubro de 2014 30 de março de 2015        | 131                | 2.2                    |
| Após Cat ver as notícias para um dever de casa, ela e Sam ficam fascinadas por uma história sobre uma loja vendedora on-line que entrega seus pacotes via drones voadores. As meninas encomendam vários itens inúteis, e recebe-os felizmente mesmo quando um drone quebra a janela da cozinha. Um representante do atendimento ao cliente da loja aparece oferecendo-lhes a entrega com desconto para compensar os problemas. Sam e Cat então começar a encomendar, tanto quanto possível, em detrimento de seu serviço de babás. Nona e Dice interveem para ajudar, e um drone erra e acaba pegando um bebê, na cadeirinha do carro, como produto de retorno e o leva para a loja. Todos enlouquecem sabendo que a mãe do bebê vai chegar em breve. Sam, Cat e Nona vão para a fábrica de drones para encontrar a criança. O representante de serviço ao cliente conta para elas, alegremente, que isso é um incidente de rotina, e as leva até uma sala cheia de itens erroneamente levados pelos drones: animais de estimação, bebês, caixas de correio, perucas (o que faz Cat e Nona segurarem o cabelo), etc. Mas não conseguem identificar o bebê correto, e então Sam empurra Nona no chão, reproduzindo com êxito um incidente que fez o bebê rir em casa. E então elas conseguem pegar o bebê de volta. No final, um dos drones acaba tirando o cabelo de Nona, revelando que era peruca. Participando: Maree Cheatham como Nona. |                                                                                   |                |                                                                    |                                                                      |                    |                        |
| 33 | "Confusões da Primeira Classe" #FirstClassProblems"                               | Steve Hoefer   | Dan Schneider & Christopher J. Nowak                               | 26 de abril de 2014 22 de outubro de 2014 31 de março de 2015        | 132                | 2.5                    |
| Sam e Cat são contratadas para acompanhar Phillip e Kelly, duas crianças detestáveis, em um voo para as Bahamas, Sam não concorda mas aceita quando Cat diz o quão ótima é a primeira classe. No aeroporto, Cat lembra que esqueceu os cronômetros das crianças, e então Dice e Goomer vão ao aeroporto para entregar para eles. Quando Goomer grita no meio da sala de bordo, todos pensam que ele está com um cronômetro para bombas e então os seguranças o leva junto à Dice. Sam e Cat encontram uma mulher chamada Coco, que conta que seu ex-marido irá se casar com sua mãe, conta que ela trabalhava no dormitório feminino da Pacific Coast Academy, e depois começa a comer ravióli, o que ela mais ama. Enquanto isso, Dice e Goomer são interrogados por dois agentes. Goomer começa a chorar porque quererer leite achocolatado e tenta explicar o que aconteceu, mas só deixa as coisas piores. Quando é hora de ir para o avião, Sam e Cat ficam aborrecidas pois várias pessoas (idosos, pessoas com crianças pequenas, pessoas com animais) passam na frente delas por ordens da comissária de bordo. Enquanto isso, Dice tenta explicar aos agentes o que aconteceu, mas Goomer fica interrompendo ele e eles começam a discutir. Os agentes dão a Goomer o leite achocolatado, que Goomer logo derrama neles, agarra Dice e os dois saem correndo. O aeroporto então é fechado, logo quando é hora para a primeira classe embarcar, e então apenas as pessoas que já embarcaram no avião começam a ir para as Bahamas. Estrelas convidadas: Jessica Chaffin como Coco Wexler (de Zoey 101) e Josh Server como Agente Partridge. Participando: Zoran Korach como Goomer. Aparição: Jeremy Radin como Carl (de Zoey 101). |                                                                                   |                |                                                                    |                                                                      |                    |                        |
| 34 | "O Nocaute" #KnockOut"                                                            | Russ Reinsel   | Dan Schneider & Jake Farrow                                        | 7 de junho de 2014 24 de outubro de 2014 1 de abril de 2015          | 134                | 2.4                    |
| Goomer afirma que ele está a ficar atormentado por um companheiro, lutador de MMA no ginásio do Punchy, mas o suposto "bully" é na verdade um lutador feminino chamado Rita Rooney, a campeã do MMA que está sendo muito legal com ele. Ao tentar ajudar Goomer impressionar Rita do Punchy, Sam nocauteia Rita em um combate, tornando-se famosa e entrando no mundo da luta de MMA. Sam está programada para se envolver em uma luta de verdade com Rita três semanas mais tarde. Uma treinadora agressiva coloca Sam através de treinamento rigoroso, mas Sam, conhecida por ser preguiçosa e odiar o trabalho, fica de saco cheio e cancela a luta. Decisão de Sam solicita Rita para fazer uma pausa de sua carreira, e ela se junta a Sam e a Cat em seu apartamento, junto com os outros, para assistir a um filme. Participando: Zoran Korach como Goomer. |                                                                                   |                |                                                                    |                                                                      |                    |                        |
| 35 | "Pegamos Um Astro do Rock" #WeStealARockStar"                                     | Steve Hoefer   | Dan Schneider & Christopher J. Nowak                               | 12 de julho de 2014 6 de novembro de 2014 2 de abril de 2015         | 135                | 2.4                    |
| No novo trabalho do Goomer, ele é designado para ser um guarda-costas para Del DeVille (que anteriormente foi visto em "#DollSitting"). Quando Goomer acidentalmente diz à Sam, Cat e Dice onde Del DeVille sempre ganha um almoço eles planejam esperá-lo pelo caminhão de Taco (onde ele ganha um almoço). Enquanto Goomer procura óculos do Del, Cat amarra seu grande balão para scooter de brinquedo de uma menina, ele flutua para longe. Sam vê isto e empresta o arpão de um pescador, lança e dispara no caminhão, que nocauteia Del DeVille. Eles então o levam para sua casa; Quando ele acorda ele decide chamar a polícia, então Sam deixa o nocauteia uma segunda vez. Os três amarram-no na cama de Sam até que ele promete não falar nada sobre o incidente. Depois de alguns dias, enquanto o Cat conserta a guitarra do André (seu amigo de Brilhante Victória), ela a testa, tocando um trecho de oito segundos, que Del DeVille ama tanto que ele promete não falar nada sobre o que aconteceu em troca Cat dando-lhe seu trecho de guitarra. Três meses depois, nova música de Del DeVille é famosa pelo trecho de oito segundos de Cat. Três meses mais tarde, Del DeVille está sendo processado US $ 26 milhões por esse trecho de oito segundos, porque aparentemente não era um trecho de original de Cat, e soou como uma canção do 1979 atingido por orvalho de macaco. Então, todos concordam que Del teria sido muito melhor se eles nunca tivessem se conhecido. Participando: Zoran Korach como Goomer. |                                                                                   |                |                                                                    |                                                                      |                    |                        |
| 36 | "Força na Peruca" #GettinWiggy"                                                   | Russ Reinsel   | História: Andrew Thomas Teleplay: Dan Schneider & Warren Bell      | 17 de julho de 2014 20 de novembro de 2014 3 de abril de 2015        | 136                | 3.4                    |
| Cat tem que levar Dice para o Arizona, na cidade de Phoenix no fim de semana, pois ele foi escolhido para tirar fotos para a revista Cabelo Jovem por causa de seu cabelo, e Sam fica presa em casa com uma nova companheira de quarto: Nona, pois o lugar onde ela mora, está sendo dedetizado. Enquanto isso, quando Cat e Dice chegam no Arizona, o fotógrafo que prentendia tirar fotos de Dice, muda de ideia quando um garoto chamado Jet Zender chega com cabelo maravilhoso, e o fotógrafo diz que as coisas mudaram, e que agora em vez de tirar fotos apenas de Dice,ele fará isso com todos os garotos para no final,ele escolher um para aparecer na capa da revista,e Dice aceita .Em casa, Sam percebe que Nona está sendo uma companheira de quarto muito boa, fazendo jantares chiques e lavando a roupa de Sam. Dice está quase desistindo pois sabe que vai perder para Jet Zender, e Cat afirma que acha que o cabelo de Jet Zender é uma peruca, e então ela e Dice tentam colocar um ventilador gigante na frente de Jet Zender para que a peruca dele caia, mas o plano não dá certo e deixa o cabelo dele melhor ainda.No dia seguinte,o fotógrafo escolhe Jet Zender para aparecer na capa da revista,e brava com isso, Cat empurra Jet Zender no chão e começa a arrancar o cabelo dele na frente de todo mundo e assim descobre que o cabelo dele não era uma peruca,e como Jet Zender perdeu seu cabelo, Dice é escolhido para aparecer na revista. Nona conta a Sam que o Elderly Eycers já foi dedetizado, e que ela já pode ir embora, e Sam fica triste, e depois recebe uma ligação de Dice dizendo que ele foi escolhido para aparecer na capa da revista, más Cat foi presa por arrancar o cabelo de Jet Zender, e que Nona precisa ir para o Arizona para pagar a fiança de Cat para ela não ficar presa por 2 semanas. Sam desliga e Nona pergunta o que Dice disse, e ela diz que ele e Cat ficarão lá por mais 2 semanas, e que nesse tempo Cat quer que Nona continue tomando conta dela, então Nona começa a fazer o jantar e o episódio acaba e nunca mais sabemos o que aconteceu com eles. Participando: Maree Cheatham como Nona. |                                                                                   |                |                                                                    |                                                                      |                    |                        |